# Baía de Kolga
A Baía de Kolga (em estoniano:  Kolga laht) é uma baía no condado de Harju, na Estónia.
A parte sul da baía é composta pela baía de Salmisty e Haapse.
Parte da baía está sob proteção (Área de Conservação da Paisagem da Baía de Kolga).
Vários ilhéus estão localizados na baía, por exemplo, Pedassaar e Rohusi.